# 스턴트 악동 킥 버토우스키
《스턴트 악동 킥 버토우스키》(영어: Kick Buttowski: Suburban Daredevil)는 2010년 2월 13일부터 2012년 12월 2일까지 디즈니 XD에서 방영된 미국의 애니메이션이다.